# ILFC
ILFC(영어: International Lease Finance Corporation) 또는 인터내셔널 리스 파이낸스 코퍼레이션은 미국 캘리포니아주의 로스앤젤레스에 본사를 둔 항공기 임대 업체로 아메리칸 인터내셔널 그룹의 자회사에 속한다.

## 역사
1973년 레스리 곤다와 루이스 L.곤다의 곤다 부모와 자식과 스티븐 F 우드바 헤이지의 3명에 의해서 설립되었다. 1990년에 미국의 보험 대기업, AIG에 인수 후 곤다 부모와 자식은 경영으로부터 물러났지만 우드바 헤이지는 경영진에게 머물러 2010년까지 CEO를 맡았다. 주로 보잉과 단거리용 여객기의 항공기를 에어캐나다, 에어프랑스, 루프트한자, 아메리칸 항공 등 전 세계의 항공 회사에 임대하고 있다. 2005년 초에 824대의 항공기를 보유하고 있다. 향후에 480억 달러 이상의 비용을 투자해 900대 이상으로 확충할 계획이다. 덧붙여 ILFC가 발주한 보잉사의 항공기의 고객 번호는 Q8로 항공기의 형식명은 보잉 747-4Q8, 보잉 767-3Q8ER, 보잉 777-2Q8ER이 된다.

## AIG의 경영위기
2007년에 발생한 경제 위기로 인해 ILFC의 모기업인 AIG도 고액의 손실로 경영위기에 빠졌다. 이 와중에 AIG가 자금을 확보하기 위해서 ILFC를 매각 예정이란 관측이 흐르고 있어 창업자인 우드바 헤이지가 유력한 구매자로 되어 있었다. 그러나 2010년 2월, 우드바 헤이지는 CEO에서 물러나면서 새로운 항공기 임대 회사인 에어리스 코프를 설립했다. 모기업인 AIG의 경영 악화에 의해 동사의 자금 조달 코스트는 상승하고 있어 2010년 4월 53대의 항공기를 오스트레일리아의 대기업 투자 은행인 맥코리 은행에 20억 달러로 매각했다.